# Маловский (поселок)
Ма́ловский — посёлок в Баунтовском эвенкийском районе Бурятии. Входит в сельское поселение «Багдаринское».

## География
Расположен в 6 км к юго-западу от районного центра, села Багдарин, на левом берегу реки Ауник (правый приток Багдарина, бассейн Витима), по восточной стороне автодороги Р437 Романовка — Багдарин. В 5 км к юго-западу от посёлка по автодороге Р437 находится региональный аэропорт Багдарин.

## Население
| 2002 | 2010  |
| ---- | ----- |
| 1671 | ↘1508 |

## История
В 1858 году на месте нынешнего посёлка открылся прииск Григорьевский. В 1959 году Приисковое управление из посёлка Ципикан переведено в Маловский — посёлок стал одним из центров золотодобывающей промышленности Бурятии.

## Инфраструктура
Средняя общеобразовательная школа, библиотека, врачебная амбулатория, музыкальная школа.

## Экономика
База старательских артелей.